# مايك ميلر (لاعب هوكي الجليد)
مايك ميلر هو لاعب هوكي الجليد كندي، ولد في 28 أبريل 1965 في سانت كاثرينز في كندا.

## وصلات خارجية
- مايك ميلر على موقع دوري الهوكي الوطني (الإنجليزية)
- مايك ميلر على موقع قاعة مشاهير الهوكي (لاعب أن.إتش.أل) (الإنجليزية)
- مايك ميلر على موقع EliteProspects.com (الإنجليزية)
- مايك ميلر على موقع HockeyDB.com (الإنجليزية)
- مايك ميلر على موقع Hockey-Reference.com (الإنجليزية)